# Estadi Giorgio Ascarelli
L'Stadio Giorgio Ascarelli, també anomenat Stadio Partenopeo, va ser un estadi multiusos de Nàpols, Itàlia. Va ser utilitzat, sobretot, per partits de futbol. L'estadi tenia una capacitat per a 40.000 persones.
A la Copa del Món de 1934 s'hi van disputar dos partits.
L'estadi va ser destruït per bombardejos durant la Segona Guerra Mundial.